# Emmure
Emmure é uma banda de metalcore estadunidense formada em New Fairfield, Connecticut no ano de 2003, mas agora residente em Queens, Nova York.

## História
Emmure foi formada em 2003. Frankie Palmeri (Queens, em Nova York) encontrou Joe e Ben Lionetti (de New Fairfield, Connecticut), através da internet se comunicando por mensagens. Palmeri, em seguida, viajou para Connecticut para começar os ensaios com a banda. O baixista Mark Davis e guitarrista Jesse Ketive, são de New Fairfield e Queens, respectivamente, em seguida, juntou-se quando os três começaram outra pesquisa de recrutamento para entradas de membros para a banda. Ketive era anteriormente da banda Warfix, em que ele tocou guitarra ao lado de Sean Murphy e Mike Kaabe de Endwell (Kaabe eventualmente Juntando-se Emmure em abril de 2009) e Bryan Goldsman de Southside Panic (e co-produtor de Felony). O nome da banda "Emmure" é uma referência ao sepultamento, uma forma de execução.

## Membros
Atuais
- Frankie Palmeri - vocais (desde 2003)

Ex-membros
- Jesse Ketive - guitarra (2003-2015)
- Mark Davis - baixo, (2003-2015)
- Mike Mulholland - guitarra (2009-2015)
- Mark Castillo - bateria (2012 - 2014)
- Adam Pierce - bateria (desde 2014)

- Ben Lionetti - guitarra (2003–2009)
- Joe Lionetti - bateria (2003–2009)
- Mike Kaabe - bateria (2009–2011)

## Discografia
Álbuns de estúdio
- Goodbye to the Gallows (2007)
- The Respect Issue (2008)
- Felony (2009)
- Speaker of the Dead (2011)
- Slave to the Game (2012)
- Eternal Enemies (2014)